# Anja Meulenbelt
Anja Henriëtte Meulenbelt (Utrecht, 6 januari 1945) is een Nederlands publiciste, schrijfster en politica. Haar roman De schaamte voorbij maakte haar tot een kopstuk van de tweede feministische golf. Tussen 2003 en 2011 was zij lid van de Eerste Kamer voor de SP.

## Levensloop
Meulenbelt volgde de HBS in Amsterdam; daarna, van 1965 tot 1969, eveneens in Amsterdam de sociale academie. Vervolgens studeerde Meulenbelt van 1972 tot 1977 andragologie aan de Universiteit van Amsterdam. Van 1975 tot 1992 was ze docente hulpverlening.
Meulenbelt was actief in de vrouwenbeweging en was onder andere betrokken bij de oprichting van de Feministische Uitgeverij Sara. Haar archief over 25 jaar vrouwenbeweging heeft ze ondergebracht bij het Internationaal Informatiecentrum en Archief voor de Vrouwenbeweging (IIAV). Ze was ook actief in de PSP.
Via de Stichting Admira, die slachtoffers van oorlog en seksueel geweld bijstaat, werkte Meulenbelt regelmatig in Balkanlanden. Ze trainde onder andere vrouwengroepen in voormalig Joegoslavië. Ze is sterk betrokken bij de Palestijnse zaak. Met de Stichting Kifaia ondersteunt zij gehandicapten in de Gazastrook.
Meulenbelt publiceerde bijna veertig boeken en vele artikelen voor diverse tijdschriften. In de autobiografische roman De schaamte voorbij (1976) herkenden zich vele vrouwen; het boek verscheen in elf talen waarvan er inmiddels zo'n half miljoen zijn verkocht. Voorts: Het beroofde land (2000) en De tweede intifada (2001). Haar roman Alba (1984), over een hernieuwde heteroseksuele relatie, werd vertaald in het Duits, Zweeds, Fins, Grieks en Turks. Meulenbelt was tevens serieredacteur van de reeks Gender, psychologie, hulpverlening bij uitgeverij Van Gennep.

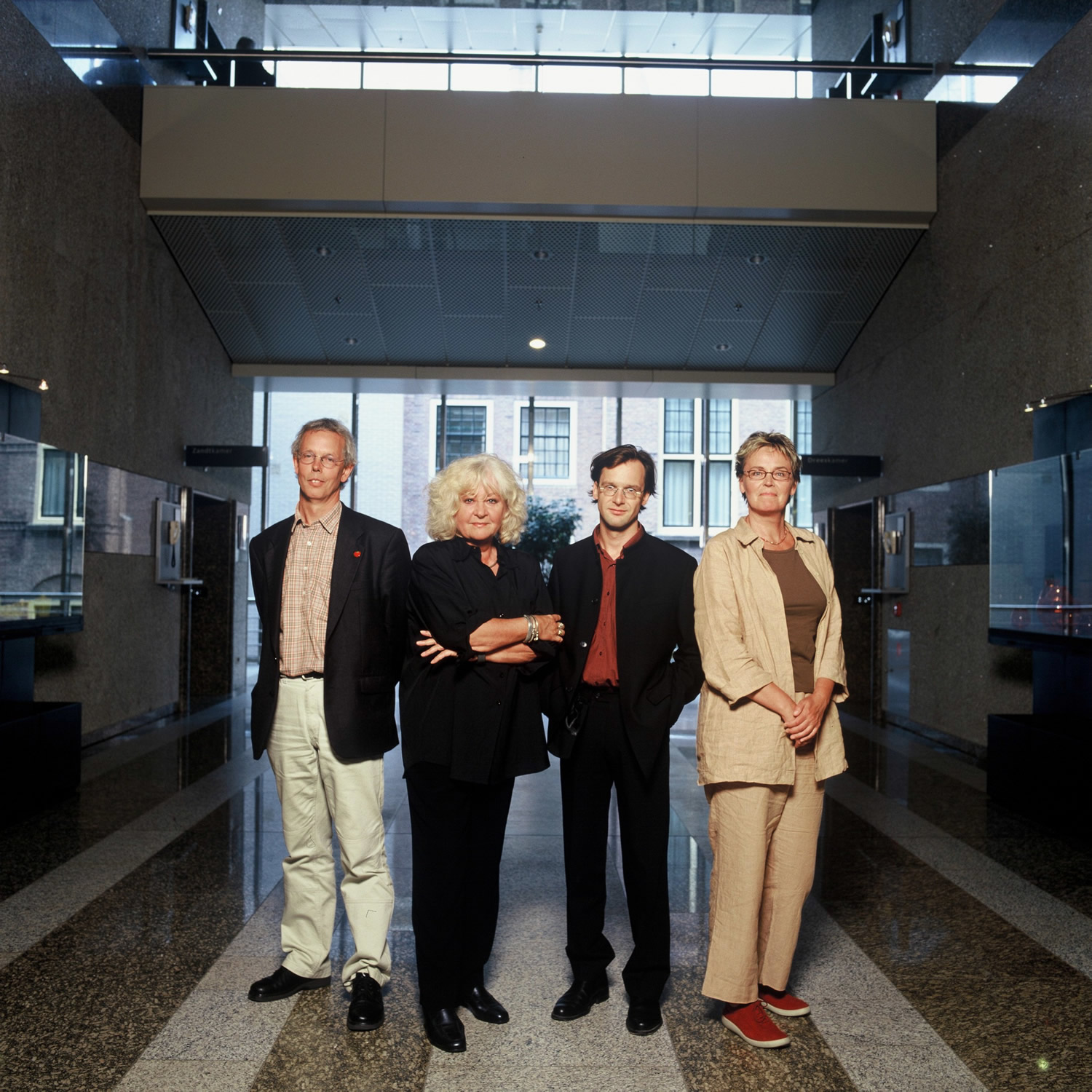
Eerste Kamerleden SP, 22 november 2003. Anja Meulenbelt is de tweede van links.

Van 10 juni 2003 tot 7 juni 2011 was zij lid van de Eerste Kamer voor de SP. In 2014 maakte Meulenbelt via haar eigen weblog bekend dat ze het lidmaatschap van de SP had opgezegd uit onvrede over de houding van de partij in het Israëlisch-Palestijns conflict. Voor de Tweede Kamerverkiezingen 2017 stelde zij zich net als Anne-Ruth Wertheim verkiesbaar als lijstduwer namens Artikel 1.

## Prijzen
In 1987 kreeg Meulenbelt voor haar essays de Annie Romeinprijs van het blad Opzij. Omdat zij, aldus de jury, via de honderden artikelen en opstellen die zij sedert 1968 heeft geschreven in allerlei (vrouwen)bladen een stut en steun is geweest voor de ontwikkelingen binnen de vrouwenbeweging.
In 2004 ontving zij ook de prijs voor "Journalist van de Vrede", die jaarlijks wordt toegekend door het Humanistisch Vredesberaad (HVB). In 2017 werd de Prijs Jaap Kruithof aan haar toegekend.

## Persoonlijk
Meulenbelt trouwde op jonge leeftijd met een Oostenrijkse man. Uit het huwelijk werd in 1962 een zoon geboren. Deze verbintenis, de breuk, de verzorging van haar kind en haar keuze om het zonder de vader te verzorgen, heeft zij uitgebreid beschreven in verscheidene publicaties, waaronder De schaamte voorbij en Het moederboek.
In 1997 leerde ze in Gaza Khaled Abu Zaid kennen, met wie ze tot 2009 een relatie had, waarvan de laatste twee jaar gehuwd. Zaid was oprichter-directeur van het "National Center for Community Rehabilitation" (NCCR), een door Meulenbelt gesteund gehandicaptenproject in Gaza-Stad. Hij was in de jaren tachtig actief voor Fatah en de PLO en werd destijds door Israël tot zeven jaar gevangenisstraf veroordeeld. Zijn NCCR zegt politiek neutraal en voor iedereen toegankelijk te zijn. Meulenbelt introduceerde enkele artikelen van de omstreden publicist Israel Shamir in het Nederlands taalgebied.
Meulenbelt houdt een weblog bij, dat zij beschrijft als "een weerspiegeling van al die activiteiten en thema’s die in verschillende gedaanten in mijn leven terugkomen".
Meulenbelt is verbonden aan de Studentenekklesia van Huub Oosterhuis in Amsterdam, door haar "mijn linkse kerk" genoemd, en liet zich daar in 2003 dopen.

## Beknopte bibliografie
- Vrouwen in praatgroepen. Weten hoe het voelt (1974)
- Feminisme en socialisme. Een inleiding (1975) ISBN 90-6012-288-7
- De schaamte voorbij (1976) ISBN 90-5226-461-9
- Wat is feminisme (1981) ISBN 90-6328-057-2
- Kleine voeten, grote voeten: Vrouwen in China, een indruk (1982) ISBN 90-6328-079-3
- Brood en rozen. Artikelen 1975-1982 (1983) ISBN 90-6328-098-X
- Mannen, wat is er met jullie gebeurd? (1984). Met Marjo van Soest ISBN 90-6328-116-1
- De schillen van de ui. Socialisatie: hoe zijn we vrouwen en mannen geworden (1984) ISBN 90-6328-115-3
- Alba (1984; roman) ISBN 90-6012-618-1
- Een kleine moeite (1985; roman) ISBN 90-6012-656-4
- De ziekte bestrijden, niet de patiënt: Over seksisme, racisme en klassisme (1985) ISBN 90-6012-644-0
- De bewondering (1987; roman) ISBN 90-6012-743-9
- Vanille en andere smaken. Vrouwen en seksualiteit (1988) ISBN 90-254-6737-7
- Geliefde ramp. Over Sara en andere katten (1989) ISBN 90-6012-837-0
- Casablanca, of De onmogelijkheden van de heteroseksuele liefde (1990) ISBN 90-6012-646-7
- Emancipatie en overspel. Ontrouw, intimiteit, modern moederschap, rivaliteit, mannen als lustobject, als hoerenlopers, als daders en slachtoffers (1993) ISBN 90-6012-896-6
- Blessuretijd (roman; 1994) ISBN 90-5515-009-6
- Dagen in Gaza (1995) ISBN 90-5515-066-5
- Je broer en ik (1996; roman) ISBN 90-5515-107-6
- Chodorow en verder. Over de psychopolitiek van sekse (1997) ISBN 90-5515-129-7
- Zoals het oog de regenboog. Overleven na geweld (1999) ISBN 90-5515-208-0
- Het beroofde land (2000) ISBN 90-5515-194-7
- De tweede intifada (2001) ISBN 90-5515-305-2. Vervolg op: Het beroofde land
- Een spiegel liegt niet. Andere stemmen uit Israël (2002) ISBN 90-5460-086-1. Redact. van verzameling teksten van Israëlische intellectuelen en activisten over het Palestijns-Israëlische conflict
- Habibi, habibi. Gaza-dagboek (2004) ISBN 90-76988-41-2
- Oorlog als er vrede dreigt. Israël en 'het Palestijnse probleem' (2010) ISBN 978-90-263-2290-7
- Het jawoord (2013)
- Kwart over Gaza. Over zionisme, antisemitisme en islamofobie (2015) ISBN 978-94-91921-10-0
- Het F-boek. Hedendaags Feminisme in Woord en Beeld (2015, met Renée Römkens), Atria, Amsterdam en Spectrum, Houten, ISBN 978-90-00-34502-1
- Het verschil. Zeventien actuele kwesties bekeken vanuit het feminisme (2016) ISBN 978-90-00-35018-6
- Feminisme. Terug van nooit weggeweest (2017) ISBN 978-94-6267-105-8
- Brood en rozen. Over klasse en identiteit (2019, ISBN 978-94-6267-159-1)
- Er is een land waar alleenstaande moeders willen wonen (2021, ISBN 978-90-82959-43-7, met Eva Yoo Ri Brussaard, uitgegeven door 'Single Super Mom'[9])
- Klassenstrijd in deze tijd. Een pleidooi voor vernieuwing (2022) ISBN 978-94-92734-21-1
- De buitenkant - Vrouwen over de rol van het uiterlijk (2022, Uitgeverij Pluim, ISBN 9789493256569), samengesteld door Milou van Rossum, met bijdragen van Dilara Bilgiç, Daan Borrel, Machteld van Gelder, Dalilla Hermans, Bregje Hofstede, Yvonne Kroonenberg, Anja Meulenbelt, Ileen Montijn, Anousha Nzume, Marja Pruis, Joyce Roodnat, Xandra Schutte, Mieke van Stigt en Manon Uphoff.
- Alle moeders werken al. Pleidooi voor een zorgzame samenleving (2022) ISBN 978-94-6249-887-7